# Голос країни (тринадцятий сезон)
Голос країни (тринадцятий сезон) — українське вокальне талант-шоу виробництва «1+1 Продакшн». Прем'єра відбулася 3 вересня 2023 року о 21-й годині на телеканалі «1+1 Україна».
Цей сезон також називають Європейським сезоном, тому що це перший сезон у всій франшизі The Voice, який проходитиме по всій Європі через поточну війну в Україні. Шоу представило індивідуальний потяг до Польщі, адже перший набір відбудеться на зйомках «Голосу Польщі».
У цьому сезоні введено новий етап крос-батли, які заміняють етап нокаутів.
29 жовтня 2023 року Михайла Панчишина (PTASHKIN) було оголошено переможцем із команди Артема Пивоварова. Це вже його друга перемога. Перша перемога співака була у 8 сезоні шоу «Х-Фактор».

## Наосліп
| Випуск  | Тренери та їхні учасники                                       | Тренери та їхні учасники                                     | Тренери та їхні учасники                                                  | Тренери та їхні учасники                                                   |
| Випуск  | Іван Клименко                                                  | Надія Дорофєєва                                              | Артем Пивоваров                                                           | Юлія Саніна                                                                |
| ------- | -------------------------------------------------------------- | ------------------------------------------------------------ | ------------------------------------------------------------------------- | -------------------------------------------------------------------------- |
| 1       | Ольга Щербак Анастасія Чабан                                   | Юрій Городецький Олександра Ліщук                            | Гідаят Сеїдов                                                             | Галина Печеніжська Дар'я Мінєєва Володимир Удовенко Олександра Макаровська |
| 2       | Анна Корченова                                                 | Майрамік Авоян Едгар Єнокян                                  | Ptashkin (Михайло Панчишин) Вікторія Деркач Христина Арутюнова Влад Шериф | Владислав Пелих Марія Стасюк                                               |
| 3       | дует «NaYada» Олександра Ройко Вероніка Коваленко              | Роман Панченко Лада Тивончук Людмила Козирева і Марек Мохнач | Олександра Вдовиченко                                                     | Назарій Малиновський Христина Старикова                                    |
| 4       | Даяна Оравець Андрій Засік Катерина Козлова Єлизавета Шафорост | Катерина Стефанюк Юлія Белей Анна Денисова                   | Ізабелла Іващенко Катерина Дигало Вероніка Мартинюк Олександра Погуляй    | Світлана Чередниченко Андрій Жуковський                                    |
| Загалом | 10                                                             | 10                                                           | 10                                                                        | 10                                                                         |

## Батли
| Випуск | № | Учасники                        | Учасники               | Учасники                    | Тренер          |
| ------ | - | ------------------------------- | ---------------------- | --------------------------- | --------------- |
| 05     | 1 | Даяна Оравець                   | Анастасія Чабан        | Анастасія Чабан             | Іван Клименко   |
| 05     | 2 | дует «NaYada»                   | Анна Корченова         | Катерина Козлова            | Іван Клименко   |
| 05     | 3 | Єлизавета Шафорост              | Вероніка Коваленко     | Вероніка Коваленко          | Іван Клименко   |
| 05     | 4 | Ольга Щербак                    | Андрій Засік           | Олександра Ройко            | Іван Клименко   |
| 05     | 5 | Володимир Удовенко              | Галина Печеніжська     | Світлана Чередниченко       | Юлія Саніна     |
| 05     | 6 | Христина Старикова              | Владислав Пелих        | Владислав Пелих             | Юлія Саніна     |
| 05     | 7 | Назарій Малиновський            | Андрій Жуковський      | Андрій Жуковський           | Юлія Саніна     |
| 05     | 8 | Марія Стасюк                    | Олександра Макаровська | Дар'я Мінєєва               | Юлія Саніна     |
| 06     | 1 | Олександра Ліщук                | Едгар Єнокян           | Едгар Єнокян                | Надя Дорофєєва  |
| 06     | 2 | Лада Тивончук                   | Роман Панченко         | Анна Денисова               | Надя Дорофєєва  |
| 06     | 3 | Людмила Козирева і Марек Мохнач | Юрій Городецький       | Юрій Городецький            | Надя Дорофєєва  |
| 06     | 4 | Майрамік Авоян                  | Юлія Белей             | Катерина Стефанюк           | Надя Дорофєєва  |
| 06     | 5 | Олександра Вдовиченко           | Катерина Дигало        | Ptashkin (Михайло Панчишин) | Артем Пивоваров |
| 06     | 6 | Вероніка Мартинюк               | Вікторія Деркач        | Вікторія Деркач             | Артем Пивоваров |
| 06     | 7 | Ізабелла Іващенко               | Влад Шериф             | Влад Шериф                  | Артем Пивоваров |
| 06     | 8 | Олександра Погуляй              | Христина Арутюнова     | Гідаят Сеїдов               | Артем Пивоваров |

### Результати батлів
| Випуск  |                                                                                       |                                                             |                                                                        |                                                                    |
| Випуск  | Іван Клименко                                                                         | Надія Дорофєєва                                             | Артем Пивоваров                                                        | Юлія Саніна                                                        |
| ------- | ------------------------------------------------------------------------------------- | ----------------------------------------------------------- | ---------------------------------------------------------------------- | ------------------------------------------------------------------ |
| 05      | Анастасія Чабан Єлизавета Шафорост Вероніка Коваленко Ольга Щербак і Олександра Ройко | -                                                           | -                                                                      | Галина Печеніжська Владислав Пелих Христина Старикова Марія Стасюк |
| 06      | -                                                                                     | Едгар Єнокян Роман Панченко Юрій Городецький Майрамік Авоян | Ptashkin (Михайло Панчишин) Ізабелла Іващенко Влад Шериф Гідаят Сеїдов | -                                                                  |
| Загалом | 4                                                                                     | 4                                                           | 4                                                                      | 4                                                                  |

## Крос-батли
| Випуск | №               | Челленджер         | Челленджер           | Челленджер | Челленджер | Челленджер                    | Челленджер         | Челленджер                   | Челленджер      |
| Випуск | №               | Тренер             | Учасник              | Пісня      | Відсоток   | Відсоток                      | Пісня              | Учасник                      | Тренер          |
| ------ | --------------- | ------------------ | -------------------- | ---------- | ---------- | ----------------------------- | ------------------ | ---------------------------- | --------------- |
| 07     | 1               | Надя Дорофєєва     | Роман Панченко       | Formidable | 63%        | 37%                           | Oceans             | Андрій Засік та Ольга Щербак | Іван Клименко   |
| 07     | 2               | Іван Клименко      | Єлизавета Шафорост   | The kill   | 28%        | 72%                           | River              | Владислав Пелих              | Юлія Саніна     |
| 07     | 3               | Юлія Саніна        | Марія Стасюк         | #ПОШТА     | 44%        | 56%                           | Біля тополі        | Ptashkin (Михайло Панчишин)  | Артем Пивоваров |
| 07     | 4               | Артем Пивоваров    | Влад Шериф           | Друг       | 37%        | 63%                           | Фортеця Бахмут     | Анастасія Чабан              | Іван Клименко   |
| 08     |                 |                    |                      |            |            |                               |                    |                              |                 |
| 1      | Іван Клименко   | Вероніка Коваленко | Біля серця           | 49%        | 51%        | In deinen Armen               | Майрамік Авоян     | Надія Дорофєєва              |                 |
| 2      | Надія Дорофеєва | Едгар Єнокян       | Кохаю, але не зовсім | 46%        | 54%        | What’s love got to do with it | Галина Печеніжська | Юлія Саніна                  |                 |
| 3      | Юлія Саніна     | Христина Старикова | Ой ти жайворонку     | 68%        | 32%        | I Surrender                   | Гідаят Сеїдов      | Артем Пивоваров              |                 |
| 4      | Артем Пивоваров | Ізабелла Іващенко  | Infinity             | 29%        | 71%        | Браття-українці               | Юрій Городецький   | Надія Дорофєєва              |                 |

### Результати крос-батлів
| Випуск  |                 |                                 |                             |                                       |
| Випуск  | Іван Клименко   | Надія Дорофєєва                 | Артем Пивоваров             | Юлія Саніна                           |
| ------- | --------------- | ------------------------------- | --------------------------- | ------------------------------------- |
| 07      | Анастасія Чабан | Роман Панченко                  | Ptashkin (Михайло Панчишин) | Владислав Пелих                       |
| 08      | –               | Майрамік Авоян Юрій Городецький | –                           | Галина Печеніжська Христина Старикова |
| Загалом | 1               | 3                               | 1                           | 3                                     |

## Прямі ефіри

### Фінал
| 9             |                 |                                                |                               |
| Перша частина |                 |                                                |                               |
| 1             | Надія Дорофєєва | Майрамік Авоян                                 | Euphoria                      |
| 2             | Іван Клименко   | Анастасія Чабан                                | Уночі                         |
| 3             | Юлія Саніна     | Христина Старикова                             | Arcade                        |
| 4             | Надія Дорофєєва | Юрій Городецький                               | Місто спить                   |
| 5             | Юлія Саніна     | Галина Печеніжська                             | Направляй мене                |
| 6             | Юлія Саніна     | Владислав Пелих                                | Another Love                  |
| 7             | Надія Дорофєєва | Роман Панченко                                 | Обійми                        |
| 8             | Артем Пивоваров | Ptashkin (Михайло Панчишин)                    | The Show Must Go On           |
| Друга частина |                 |                                                |                               |
| 9             | Артем Пивоваров | Артем Пивоваров та Ptashkin (Михайло Панчишин) | Маніфест                      |
| 10            | Юлія Саніна     | Юлія Саніна та Христина Старикова              | Мелодія                       |
| 11            | Іван Клименко   | Іван Клименко та Анастасія Чабан               | Під крилом                    |
| 12            | Надія Дорофєєва | Надія Дорофєєва та Юрій Городецький            | Думи                          |
| Третя частина |                 |                                                |                               |
| 13            | Надія Дорофєєва | Юрій Городецький                               | Як тебе не любити, Києве мій! |
| 14            | Артем Пивоваров | Ptashkin (Михайло Панчишин)                    | Невідомий Герой               |